# Бронзова султанка
Бронзова султанка (Porphyrio alleni) е вид птица от семейство Rallidae.

## Разпространение и местообитание
Разпространен е в Ангола, Бенин, Ботсвана, Буркина Фасо, Бурунди, Габон, Гамбия, Гана, Гвинея, Гвинея-Бисау, Джибути, Екваториална Гвинея, Етиопия, Замбия, Зимбабве, Камерун, Кения, Република Конго, Демократична република Конго, Кот д'Ивоар, Лесото, Либерия, Мадагаскар, Малави, Мали, Мозамбик, Намибия, Нигер, Нигерия, Руанда, Сенегал, Сиера Леоне, Судан, Танзания, Того, Уганда, Централноафриканската република, Чад, Южен Судан и Южна Африка.